# غريس براون
غريس براون (بالإنجليزية: Grace Brown) هي دراجة أسترالية، ولدت في 7 يوليو 1992 في Camperdown, Victoria ‏ في أستراليا.

## التصنيف
| السنة     | 2017 | 2018 | 2019 | 2020 | 2021 | 2022 | 2023 | 2024 |
| --------- | ---- | ---- | ---- | ---- | ---- | ---- | ---- | ---- |
| تصنيف UCI | 234  | 70   | 190  | 19   | 14   | 11   | 16   | 10   |
| العالم    | 138  | 190  | 126  | 23   | 10   | 15   | 19   | 26   |
|           |      |      |      |      |      |      |      |      |
| مصدر: UCI |      |      |      |      |      |      |      |      |

### سباقات أو مراحل فاز بها
| التاريخ        | السباق                                                              | المركز                                          |
| -------------- | ------------------------------------------------------------------- | ----------------------------------------------- |
| 07 يناير 2018  | سباق الطريق للسيدات في بطولة أستراليا لركوب الدراجات 2018           |                                                 |
| 14 يناير 2018  | طواف داون أندر للسيدات 2018                                         | الخامس في التصنيف العام، السابع في تصنيف الجبال |
| 31 يناير 2018  | 2018 Women's Herald Sun Tour                                        | التاسع في التصنيف العام                         |
| 23 مارس 2018   | 2018 Oceania Road Cycling Championships Women ITT                   | الفائز في التصنيف العام                         |
| 24 مارس 2018   | 2018 Oceania Road Cycling Championships Women RR                    |                                                 |
| 08 يناير 2019  | بطولة أستراليا لسباق الدراجات ضد الزمن للسيدات 2019                 | الفائز في التصنيف العام                         |
| 13 يناير 2019  | طواف سانتوس للسيدات 2019                                            | التاسع في تصنيف النقاط                          |
| 26 يناير 2019  | Cadel Evans Great Ocean Road Race Women 2019                        | العاشر في التصنيف العام                         |
| 31 يناير 2019  | 2019 Women's Herald Sun Tour                                        | الثامن في التصنيف العام                         |
| 15 يونيو 2019  | طواف السيدات 2019                                                   | الخامس في تصنيف الجبال                          |
| 08 يناير 2020  | سباق الطريق ضد الساعة للسيدات في بطولة أستراليا 2020                |                                                 |
| 12 يناير 2020  | سباق الطريق للسيدات في بطولة أستراليا 2020                          |                                                 |
| 07 أكتوبر 2020 | فليش برابانكون فيمينين 2020                                         | الفائز في التصنيف العام                         |
| 03 فبراير 2021 | سباق الزمن على الطريق للسيدات في بطولة أستراليا 2021                |                                                 |
| 07 فبراير 2021 | سباق الطريق للسيدات في بطولة أستراليا 2021                          |                                                 |
| 25 مارس 2021   | ثلاثة أيام من دي بان للسيدات 2021                                   | الفائز في التصنيف العام                         |
| 12 يناير 2022  | بطولة أستراليا لسباق الزمن للسيدات 2022                             | الفائز في التصنيف العام                         |
| 16 يناير 2022  | بطولة أستراليا لسباق الطريق للسيدات 2022                            |                                                 |
| 13 أغسطس 2022  | 2022 Périgord Ladies                                                | الفائز في التصنيف العام                         |
| 08 يناير 2023  | بطولة أستراليا لسباق الطريق للسيدات 2023                            |                                                 |
| 10 يناير 2023  | بطولة أستراليا لسباق الزمن للسيدات 2023                             | الفائز في التصنيف العام                         |
| 17 يناير 2023  | طواف سانتوس للسيدات 2023                                            | الفائز في التصنيف العام، قائد تصنيف طواف العالم |
| 13 مايو 2023   | طواف بريتاني فيمينين 2023                                           | الفائز في التصنيف العام                         |
| 04 يناير 2024  | 2024 Australia National Road Cycling Championships - Women ITT      | الفائز في التصنيف العام                         |
| 21 أبريل 2024  | لييج-باستون-لييج للسيدات 2024                                       | الفائز في التصنيف العام                         |
| 24 مايو 2024   | طواف بريتاني فيمينين 2024                                           | الفائز في التصنيف العام                         |
| 27 يوليو 2024  | cycling at the 2024 Summer Olympics – women's individual time trial | الفائز في التصنيف العام                         |
| 22 سبتمبر 2024 | 2024 World Road Cycling Championships - Women ITT                   | الفائز في التصنيف العام                         |
| 13 أكتوبر 2024 | 2024 Chrono des Nations (women's race)                              | الفائز في التصنيف العام                         |

## وصلات خارجية
- غريس براون على موقع النتائج التاريخية لألعاب القوى الأسترالية (الإنجليزية)
- غريس براون على موقع الاتحاد الدولي للدراجات (الإنجليزية)
- غريس براون على موقع أرشيف الدراجات (الإنجليزية)
- غريس براون على موقع إحصائيات الدراجات الإحترافية (الإنجليزية)
- غريس براون على موقع نسبة الدراجات (الإنجليزية)
- غريس براون على موقع CycleBase (الإنجليزية)
- غريس براون على موقع اللجنة الأولمبية الدولية (الإنجليزية)
- غريس براون على موقع أوليمبيديا (الإنجليزية)
- غريس براون على موقع اللجنة الأولمبية الأسترالية (الإنجليزية)